# Xysticus kulczynskii
Xysticus kulczynskii là một loài nhện trong họ Thomisidae.
Loài này thuộc chi Xysticus. Xysticus kulczynskii được miêu tả năm 1902 bởi Wierzbicki.